# Tilletia gigacellularis
Tilletia gigacellularis är en svampart som beskrevs av Vánky 2004. Tilletia gigacellularis ingår i släktet Tilletia och familjen Tilletiaceae.   Inga underarter finns listade i Catalogue of Life.